# Савосин, Максим Александрович
Максим Александрович Савосин (род. 30 октября 1976, Горький) — российский хоккеист, нападающий. Тренер.

## Биография
Воспитанник горьковского «Торпедо», в сезонах 1993/94 — 1994/95 играл за «Торпедо-2». В плей-офф сезона 1994/95 дебютировал в «Торпедо». Сезон 1995/96 отыграл в «Моторе» Заволжье, следующие девять сезонов провёл в «Торпедо»; играл также за «Торпедо-2» (1996/97, 1999/2000 — 2002/0) и «Мотор» (2000/01). В дальнейшем выступал за клубы «Сибирь» (2005/06), «Амур» (2006/07), «Лада» и «Автомобилист» (2007/08), «Южный Урал», «Нефтяник» Альметьевск и «Зауралье» (все — 2008/09), «Саров» (2009/10 — 2011/12), «Кубань» (2012/13 —2012/14)
Окончил ННГУ им. Н. И. Лобачевского.
Тренер в команде МХЛ «Беркуты Кубани» (2014/15). Тренер команд «Торпедо» 2004 года рождания (2019—2020) и 2008 г. р. (2023/24). Тренер «Торпедо» в ЮХЛ (2020/21 — 2022/23). С сезоне 2024/25 — тренер команды 2009 г. р. «Академии Михайлова».